# Olea europaea subsp. maroccana
Sous-espèce
Classification phylogénétique
Olea europaea subsp. maroccana est une sous-espèce de l'olivier commun présente dans le sud du Maroc et le Haut-Atlas.

## Description
C'est un arbre quand il est âgé, pouvant atteindre 20 m de haut. Le tronc est noueux, au bois dur. Mais dans beaucoup de cas, l’olivier prend un aspect buissonneux, avec à peine quelques mètres de haut : on explique cette forme comme un moyen de défense de l’arbre, la forme ramassée et compacte permet de mieux lutter contre les vents et les animaux qui broutent le feuillage.
Les feuilles sont lanceolées, acuminées à apex brun-rougeâtre, progressivement contractées en un pétiole de 2-7 millimètres de long. 
Le taxon est proche sur le plan morphologique et génétique de Olea europaea subsp. guanchica des Canaries, cet olivier serait issu d'une souche ancestrale originaire d'Afrique tropicale . 
La taxonomie de cet échantillon pose un problème car les olives ne sont pas pointues comme l'indique la diagnose de la sous-espèce maroccana .
Le spécimen de la photo ci-contre prise en 1965 au nord-est de Casablanca (vallée de l'oued Mellah) avait été déterminé comme « Oleastre ». À la lumière de nos connaissances actuelles en 2013, cette détermination est remise en question (Oleastre ou O.e. maroccana).

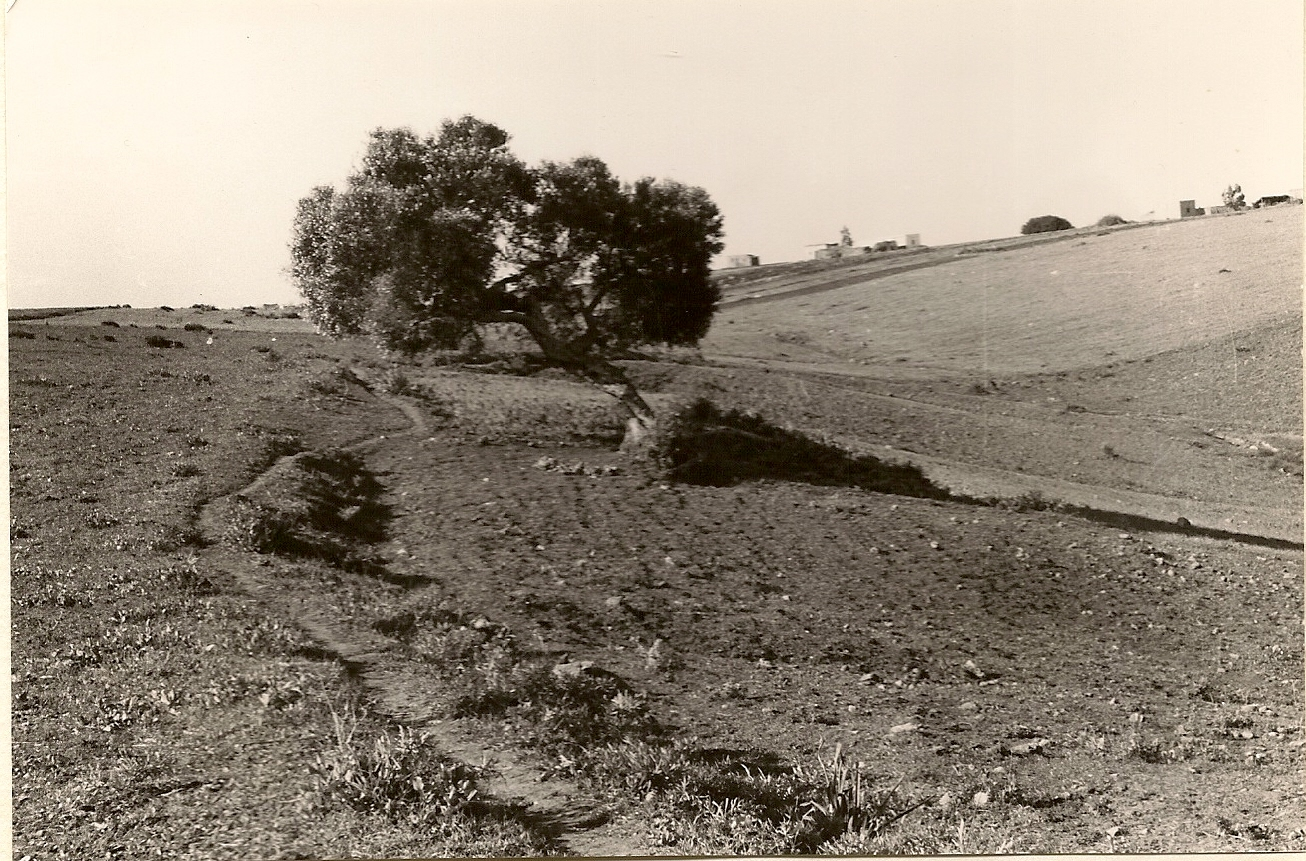
Olea europaea subsp. maroccana oued Mellah ou Oleastre ?

## Localisation
La plante, qui a été décrite par les botanistes comme type, vient de la localité d'Ida-ou-Tanane (Maroc, versant sud du Haut-Atlas).

## Synonymes
- Olea salicifolia M.Barbero & al.
- Olea maroccana Greuter & Burdet
- Olea laperrinei subsp. maroccana

## Données de biologie moléculaire
Selon les travaux de M. Médail et al. (2001): « Le polymorphisme de l'ADN nucléaire et cytoplasmique démontre que cet arbre est un taxon bien différencié et rélictuel, probablement  issu d'une unité ancestrale d'Afrique tropicale. Nos résultats de recherches réfutent les opinions de plusieurs auteurs qui considèrent la subsp. maroccana comme un intermédiaire entre l'olivier cultivé (O. europaea ssp. europaea) et l'olivier saharien (O. europaea ssp. laperrinei (Batt. & Trab.) Cif.). En accord avec les analyses des ADN chlorophylliens et des ADN mitochondriaux, l'Olivier marocain et l'Olivier Canarien (O. europaea ssp. guanchica P. Vargas et al.) sont apparentés et appartiennent au même sous-taxon. Cette affinité biogéographique est fortement soutenue par les études phylogénétiques récentes. La viabilité à long terme du taxon O. e. subsp.maroccana est menacée par divers facteurs : (1) distribution limitée et nombre réduit d'individus dans des populations isolées, (2) processus de fragmentation relatif avec la pression de l'homme et des troupeaux, et (3) flux de gênes putatifs entre ce taxon et l'olivier cultivé. De manière à assurer une survie à long-terme de cet olivier endémique, un programme spécifique de conservation doit être mis en place dans un proche futur. »

## Sources
Pour des articles plus généraux, voir Oleaceae et Olea.